# Derby w Epsom 1821
Derby w Epsom 1821 (oryginalna nazwa Course de Chevaux, dit traditionnellement Le derby de 1821 à Epsom) – obraz namalowany w roku 1821 przez Théodore’a Géricault znajdujący się w Luwrze, pokazujący gonitwę Epsom Derby z tamtego właśnie roku.

## Opis
Zafascynowany końmi, Géricault stworzył wiele obrazów przedstawiających je. Pracując przez jakiś czas w cesarskich stadninach w Wersalu, miał możliwość przestudiowania ich detali i stworzenia licznych portretów koni. Do innych obrazów koni Géricault wliczamy Oficer szaserów podczas ataku (1812) i Wyścig konny luzaków w Rzymie (1817).
Ta praca jest rzadkim i cennym przykładem malarstwa datowanego na jego podróż do Anglii, kiedy Géricault wolał pracować w litografii. Został namalowany dla angielskiego handlarza koni, Adama Elmore’a. Wyścig wygrał koń Gustavus, stając się pierwszym siwym koniem wygrywającym ten wyścig. Obraz został nabyty przez muzeum w Luwrze w 1866 roku.
Pozycja końskich nóg na obrazie (z przednimi i tylnymi nogami w powietrzu, gdy były maksymalnie wyciągnięte) nigdy nie jest wykonywana przez galopującego konia. Zostało to odkryte przez Eadwearda Muybridge’a w 1878 roku, który pokazał przy użyciu „High-Speed Photography”, że galopujący koń ma uniesione w powietrzu wszystkie nogi, gdy są pod jego ciałem, tuż przed tym jak tylne dotkną ziemi.